# Madaba
Madaba, (Arabisch: مادبا), is een stad in Jordanië gelegen op ongeveer 30 km ten zuidwesten van de hoofdstad Amman. De stad heeft ongeveer 60.000 inwoners. 
In de 19de-eeuwse oosters-orthodoxe Sint-Joriskerk bevindt zich een 6de-eeuwse vloermozaïek die een kaart van Palestina voorstelt met aanduiding van de Jordaan, de Dode Zee en een deel van de Nijldelta. Een grondplan onder meer van Jeruzalem en Jericho is ook afgebeeld.
In 2011 werd de privé-universiteit American University of Madaba geopend.
In deze plaats is de voormalige minister van Iraq, Tariq Aziz begraven.

## Geboren in Madaba
- Fouad Twal, patriarch-emeritus van het Latijns patriarchaat van Jeruzalem

## Externe link

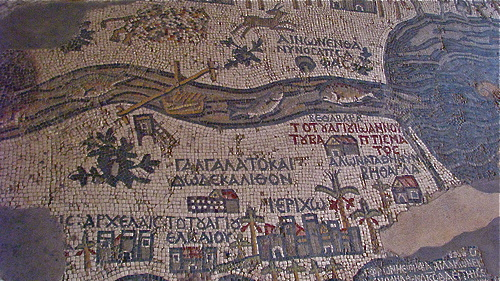
Detail van het mozaïek: tegen de onderrand van de foto ligt de stad Jericho omringd door palmen ("palmenstad"); links daarboven het monument van de twaalf stenen bij Gilgal opgericht na de doortocht door de Jordaan (Jozua 4 : 20); daarboven de Jordaan met vissen, die aangekomen bij de Dode Zee terug zwemmen vanwege het zoute water in die zee; daar weer boven in het Overjordaanse een hert achtervolgd door een leeuw; in de uiterste rechterbovenhoek boven de Dode Zee de warmwaterbronnen van Kallirhoe